# 佩爾紹特拉夫內韋 (波洛希區)
47°21′31″N 37°3′22″E / 47.35861°N 37.05611°E
佩爾紹特拉夫內韋（羅馬化：Pershotravneve）是位於烏克蘭東南部的村莊，由扎波羅熱州波洛希區的羅濟夫卡市鎮負責管轄。該村始建於1842年，面積0.58平方公里，海拔高度224米，2001年人口263，人口密度每平方公里450人。
2024年9月19日，乌克兰最高拉达将此村的名字改为小韦尔代尔（烏克蘭語：Малий Вердер）。